# Kim Vermaas
Kim Vermaas (Voorburg, 22 januari 1996) is een Nederlands professioneel tafeltennisster. Zij speelt rechtshandig met de shakehandgreep.
Zij is vijfvoudig Nederlands jeugdkampioen, achtvoudig Nederlands kampioen en behaalde met het team brons op de Europese kampioenschappen 2017.

## Belangrijkste resultaten
- EK
  -  Brons met het team in 2017.
- NK
  -  Goud in het enkelspel in 2019.
  -  Goud in het vrouwen dubbelspel in 2015 met Britt Eerland.
  -  Goud in het vrouwen dubbelspel in 2021 met Esmee van Marwijk.
  -  Goud in het gemengd dubbelspel in 2015 met Rajko Gommers.
  -  Goud in het gemengd dubbelspel in 2017 met Rajko Gommers.
  -  Goud in het gemengd dubbelspel in 2018 met Rajko Gommers.
  -  Goud in het gemengd dubbelspel in 2019 met Rajko Gommers.
  -  Goud in het gemengd dubbelspel in 2020 met Rajko Gommers.
  -  Zilver in het enkelspel in 2020.
  -  Zilver in het vrouwen dubbelspel in 2023 met Esmee van Marwijk.
  -  Zilver in het gemengd dubbelspel in 2020 met Gerard Bakker jr..
  -  Brons in het enkelspel in 2017.
  -  Brons in het enkelspel in 2018.
  -  Brons in het gemengd dubbelspel in 2020 met Gerard Bakker jr..